# Psychotria loheri
Psychotria loheri är en måreväxtart som beskrevs av Adolph Daniel Edward Elmer. Psychotria loheri ingår i släktet Psychotria och familjen måreväxter. Inga underarter finns listade i Catalogue of Life.